# 224省道 (江西省)
224省道（S224，简称：上吉线）是江西的一条省道，北起上高县，与 大广高速、 320国道以及 223省道相接，南至吉安市与 樟吉高速以及 105国道；全长182公里。
根据2014年出台的《江西省省道网规划（2013-2030年）》，S224将调整为桐木至严田公路。

## 路段数据
| 里程 （公里） | 城市 | 起点 | 终点 | 道路等级 | 长度 （公里） | 车道数 | 路面宽度 （米） | 设计时速 （公里/小时） |
| ------------- | ---- | ---- | ---- | -------- | ------------- | ------ | --------------- | ---------------------- |

表内数据来自

## 行经乡镇市区
- 宜春市
  - 上高县
    - 敖阳街道（上高县城）－芦洲乡－南港镇
- 新余市
  - 分宜县
    - 高岚乡－杨桥镇－凤阳乡－分宜镇－钤山镇－松山
- 吉安市
  - 安福县
    - 山庄乡－平都镇（安福县城）－枫田镇－竹江乡

  - 吉安县
    - 浬田乡－固江镇

  - 吉州区
    - 兴桥镇－禾埠乡－吉安市区

走向参考